# Benndorf
Benndorf là một đô thị thuộc huyện Mansfeld-Südharz, Sachsen-Anhalt, Đức. Đô thị Benndorf có diện tích 5,77 km², dân số thời điểm ngày 31 tháng 12 năm 2006 là 2447 người.